# Trésor d'Eauze

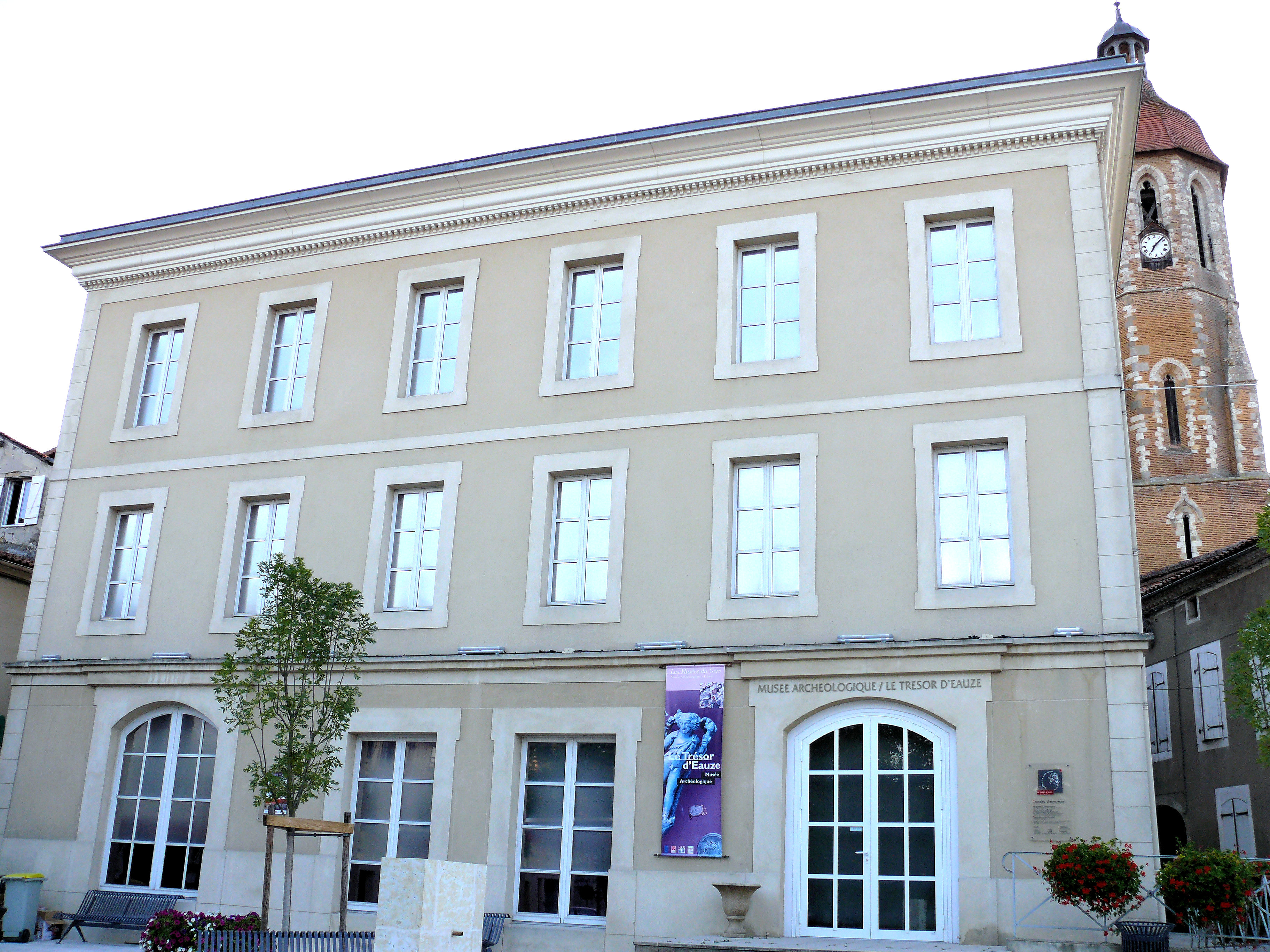
Le Musée archéologique Le Trésor d'Eauze

Le Trésor d'Eauze est un ensemble de 28 054 monnaies, de bijoux et d’objets précieux du IIIe siècle de l’Empire romain. 
Il a été enseveli dans la cité gallo-romaine d'Elusa, aujourd'hui Eauze, après le début de l'année 261 de notre ère selon la datation des monnaies qui le composent. 
Découvert en 1985, ce trésor est exposé depuis 1995 au musée archéologique d'Eauze. 

## Les circonstances de la découverte
En vue de la construction d'un bâtiment, une fouille de sauvetage a été entreprise en octobre 1985 près de la gare d'Eauze. Cette opération, dirigée par Daniel Schaad, a été menée par la Circonscription des Antiquités Historiques de Midi-Pyrénées. En effet, de nombreuses découvertes archéologiques avaient eu lieu dans ce quartier, notamment lors du chantier de construction de cette gare en 1880. 
Quelques vestiges de canalisations et de fondations d’un bâtiment gallo-romain ont été dégagés par les archéologues. Le vendredi 18 octobre 1985, une fosse de 50 cm de diamètre est mise en évidence contenant le dépôt : quatre sacs de cuir, décomposés, contenaient 28 003 monnaies romaines d’argent pour un poids global de 120 kg, accompagné d'un lot de monnaies de bronze, un important lot de bijoux en or, un lot de cuillères et de lingots en argent, une paire de couteaux et de quelques autres objets.

## La restauration
Le nettoyage des concrétions couvrant les monnaies d'argent a requis un premier traitement de masse par des bains chimiques contrôlés. Ces monnaies ont ensuite été manipulées séparément pour achever leur conservation. 
Prélevés en "motte" dans la fosse du trésor, les bijoux en or ont soigneusement été dégagés en laboratoire et n'ont nécessité que peu d'interventions. Particulièrement fragiles, seules les perles naturelles en nacre demandèrent une consolidation urgente.
Le Trésor d'Eauze a fait l'objet d'études poussées par 17 spécialistes. La publication de l'ensemble a eu lieu en 1992. 

## Inventaire du trésor

### Les couteaux
Les deux couteaux sont remarquables par la qualité de leur facture. Leur manche est en ivoire finement sculpté, leur virole est en argent, leur lame est en fer :
- un couteau dont le manche représente un Bacchus adolescent, de 17 cm de long. Un petit récipient également en ivoire, de forme ovoïde, évoque peut-être une lenos (cuve où on foulait le raisin), et sert de socle de présentation de ce couteau à la verticale.
- un couteau dont le manche est terminé par une tête de lion avec une abondante crinière. Un trou percé dans la gueule de l'animal permettait de le suspendre. Sa longueur totale est de 23 cm.

### Les intailles et camée
Six intailles et un camée forment une petite collection de pierres gravées non montées sur des bijoux.
- le camée en cornaline porte une tête coiffée d'un chignon bas et d'une couronne de lauriers représentant selon les interprétations soit Apollon, soit Faustine la Jeune, l'épouse divinisée de l'empereur Marc Aurèle.
- une intaille en nicolo avec Diane assise tenant un arc et un lièvre, un chien à ses pieds.
- une intaille en nicolo représentant une Victoire ailée, écrivant sur un bouclier.
- une intaille en pâte de verre imitant le nicolo avec le dieu Sol.
- une intaille en pâte de verre imitant le nicolo avec Thésée portant l'épée de son père.
- une intaille en cornaline avec un aigle tenant dans son bec une couronne de lauriers.
- une petite intaille en nicolo portant un motif très schématique qui pourrait être deux mains jointes tenant trois épis.

### Les bijoux
Les bijoux forment un ensemble particulièrement remarquable par la variété, la richesse, les couleurs de ces colliers, pendentifs, bracelets et bagues. 

#### Les colliers
- un collier alternant des émeraudes et des maillons en torsade d’or (dit nœud d'Héraclès)
- un collier d'émeraudes et de perles de nacre.
- un collier de grenats et de perles.
- un collier de saphirs, d'émeraudes et de perles
- un collier de perles d'or et de jais
- un fragment de collier avec des perles en pâte de verre imitant le lapis-lazuli.
- un collier formé de trois médaillons en or portant chacun un aureus, séparés par quatre tubes coulants en or.

#### Les pendentifs
- cinq paires de pendentifs pour oreilles percées, en or, perles et émeraudes

#### Les bracelets
- deux bracelets fermés formés d’une
- un bracelet ouvert

#### Les bagues
- six bagues, dont une portant un camée avec un texte grec sur quatre lignes, deux anneaux d'or de forme octogonale,

Par leur facture, ces bijoux sont typiques des productions romaines du IIIe siècle et ils ne représentent pas l'art d'une province. Il est donc difficile de les attribuer à un atelier d'orfèvres particulier. 
L’origine des pierres et des perles a été recherchée. 
Chaque gisement d’émeraudes est identifiable par les impuretés incluses dans les pierres qui en proviennent. Après examen de leurs inclusions, les émeraudes se sont révélées extraites d’un gisement d'Égypte, exploité à l’époque romaine. 
Les perles ont montré une concordance avec la nacre d'huitres perlières provenant de la Mer Rouge.
Les analyses sur les autres pierres n'ont pas donné de résultats pertinents.

### Les cuillères
Un petit lot de sept cuillères en argent massif a été déposé dans ce trésor : 
- deux ligulae servant à transvaser des liquides ;
- cinq cochlearia utilisées pour consommer les œufs et les coquillages.

Sur six de ces cuillères, à l'intérieur du cuilleron, un graffiti a été relevé indiquant à chaque fois le nom de "Libo" en écriture cursive.

### Les monnaies
Les 28 003 monnaies romaines d’argent ou de billon se répartissent en 4 706 deniers et 23 297 antoniniens. Ces émissions monétaires vont de Commode (180-192) aux règnes de Gallien (253-268) et de Postume (260-268). Les dernières émissions thésaurisées datent du début du règne de Postume. 
Ces monnaies proviennent de différents ateliers monétaires de l'Empire, de Rome en premier lieu mais aussi de Cologne, Antioche, Samosate, Milan et Viminacium.
Les 45 monnaies de bronze, par leur ancienneté (du début du Ier siècle et du IIe siècle) et leur rareté pour celles du IIIe siècle dénotent le côté "collectionneur" du propriétaire de ce trésor. 
Enfin, le trésor compte aussi 6 aurei :  deux aurei d’Héliogabale (218-222) et un aureus de Sévère Alexandre (222-235) montés en pendentifs sur un collier ; un aureus de Marc Aurèle (161-180) ; un aureus de Lucius Vérus (161-169) et un aureus de Gallien (253-268).

## Interprétation historique
Le trésor d'Eauze est un des plus importants découverts à ce jour. De nombreux dépôts monétaires découverts en Gaule datant du règne de Gallien sont attribués à l'insécurité causée par les raids de pillage germaniques. D'autres raisons ont pu jouer également : une situation économique qui s'aggrave, une épidémie, des troubles locaux ou bien des troubles politiques liés à l'usurpation du pouvoir par Postume en Gaule. 
Ce trésor, par sa composition, apparait comme ayant appartenu à un couple de riches notables, sans doute aristocrates. Le nom Libo, gravé sur les cuillères, est probablement celui du propriétaire. 

## Sources bibliographiques
- Francis Dieulafait, Hélène Guiraud, J.-M. Pailler, Daniel Schaad, « Le Trésor de Eauze (Gers) », Toulouse, 1987, 32 pages,  (ISBN 2-905564-08-3)

- D. Schaad avec les contributions de P. Agrinier, J.-P. Bernadou, J.-P. Bost, J. Buxeda i Garrigos, J. Daste, F. Dieulafait, H. Guiraud, J. M. Gurt, R. Lequément, J. M. Oller i Sala, J.-M. Pailler, F. Pineau, F. Popelin, J.-C. Revel, J. Schwartz, J. Teitgen, « Le trésor d'Eauze, bijoux et monnaies du IIIe siècle après J.-C. », APAMP, Toulouse, 1992, 600 pages,  (ISBN 2-905564-20-2)